# ديفيد براون (لاعب كرة قدم أسترالية أسترالي)
ديفيد براون (بالإنجليزية: David Brown)‏ هو لاعب كرة قدم أسترالية أسترالي، ولد في 29 سبتمبر 1969.

## وصلات خارجية
- ديفيد براون على موقع AustralianFootball.com (الإنجليزية)
- ديفيد براون على موقع AFLtables.com (الإنجليزية)